# Ocrepeira venustula
Ocrepeira venustula là một loài nhện trong họ Araneidae.
Loài này thuộc chi Ocrepeira. Ocrepeira venustula được Eugen von Keyserling miêu tả năm 1879.